# (374158) 2004 UL
2004 يو أل (ويعرف أيضًا باسم (374158) 2004 يو أل وفق تسمية الكوكب الصغير) (بالإنجليزية: 2004 UL)‏ هو كويكب ضمن حزام الكويكبات؛ وترتيبه 374158 من حيث الاكتشاف.
اكتُشف هذا الجُرم الفلكي بواسطة بحث لنكولن عن الكويكبات القريبة من الأرض في 18 أكتوبر 2004.

## وصلات خارجية
- (374158) 2004 UL في قاعدة بيانات مختبر الدفع النفاث لأجرام النظام الشمسي الصغيرة

- الاكتشاف · مخطط المدار ·  العناصر المدارية · المعلمات المادية

- (374158) 2004 UL على موقع ويكي سكاي: DSS2, SDSS, GALEX, IRAS, Hydrogen α, X-Ray, Astrophoto, Sky Map, Articles and images